# Cherry Bomb (EP)
Cherry Bomb es el tercer EP de la subunidad de NCT, NCT 127. Fue lanzado el 14 de junio de 2017 por SM Entertainment y distribuido por Genie Music. El disco incluye un total de siete canciones.

## Antecedentes y lanzamiento
El 25 de mayo, SM Entertainment anunció que NCT 127 regresaría en junio y declaró que el grupo filmó el videoclip de su sencillo en la provincia de Gyeonggi. El 5 de junio, se publicó la primera imagen teaser. La imagen presenta lo que parece ser una explosión de cerezas. El mismo día, la agencia reveló que el EP se titularía Cherry Bomb y se publicaría el 14 de junio.
El 7 de junio, NCT 127 lanzó un conjunto de imágenes teaser para Taeyong, Winwin y Doyoung. Las imágenes presentan tres conceptos diferentes. El 8 de junio, el grupo compartió tres imágenes teaser de Haechan, Jaehyun y Yuta. El 9 de junio, se publicaron más imágenes, pero esta vez de Mark, Taeil y Johnny. El 10 de junio, NCT 127 lanzó imágenes teaser del grupo completo. El grupo también publicó un vídeo de personajes animados en su perfil de Instagram con un mensaje especial de los integrantes.
El 10 de junio, se publicó el teaser para «Cherry Bomb». Además, se informó que las entradas para el showcase del grupo se vendieron en cinco segundos. El 11 de junio, se lanzó el segundo teaser de «Cherry Bomb». El 12 de junio, la lista de canciones del miniálbum fue publicada, así como un clip especial del sencillo. El disco fue lanzado oficialmente el 14 de junio. El videoclip de «Cherry Bomb» obtuvo tres millones de visitas en tan solo un día.

## Promoción
«Cherry Bomb» fue considerado como «inapropiado para ser transmitido» por KBS debido a menciones de violencia, descripciones sangrientas, y más, por lo que el grupo no interpretó la canción en Music Bank.
El mismo día del lanzamiento, NCT 127 inició sus promociones con un showcase. También comenzaron a actuar en varios programas musicales partir del 15 de junio, donde interpretaron «Cherry Bomb» y «0 Mile».

## Actuación comercial
Las pre-órdenes de Cherry Bomb alcanzaron las 101 444 copias, superando los miniálbumes previos de NCT 127, NCT #127 y Limitless.
Cherry Bomb se posicionó en el segundo lugar en Billboard's US World Albums, debutó en el número veintiuno en Top Heatseekers de Billboard y en el número veintidós Oricon Albums Chart. El EP se posicionó en el segundo lugar de Gaon Album Chart para el mes de junio de 2017, con 105 877 copias físicas vendidas.

## Lista de canciones
| Cherry Bomb |                                  | | |          |  |
| N.º         | Título                           | Letras | Música | Duración |  |
| 1.          | «Cherry Bomb»                    | Taeyong, Mark, Deepflow, Lim Jung Hyo, Oh Min Joo                                                         | Dwayne Abernathy Jr., Jennifer Decilveo, Deez, Jakob «Jay» Mihoubi, Rudi «Rudy» Daouk, Michael Woods, Kevin White, Andrew Bazzi, MZMC | 3:56     |  |
| 2.          | «Running 2 U»                    | Taeyong, Mark, JQ, Kim Jin (makeumine works)                                                              | Karl Powell, Harrison Johnson, Ryan Christian, Adrian Mckinnon, Tay Jasper, Otha «Vakseen» Davis III, MZMC                            | 2:47     |  |
| 3.          | «0 Mile»                         | Taeyong, Mark, Jo Yoon Kyung, Jo Jin Joo, Choi So Young (JF), Park Yong Joon (JF)                         | Christian Fast, Julimar J-Son Santos, Henrik Nordenback                                                                               | 3:23     |  |
| 4.          | «Sun & Moon»                     | Jung Joo Hee, January 8th (Jam Factory)                                                                   | AFSHeeN, Josh Cumbee, Jai Waetford | 3:07     |  |
| 5.          | «Whiplash»                       | Taeyong, Mark, JQ, O Neu Lu (makeumine works), Xitsuh                                                     | The Stereotypes, 220 Andrew Choi, MC Meta                                                                                             | 3:21     |  |
| 6.          | «Summer 127»                     | Taeyong, Mark, Sun (Joombas), Bae Min Soo (Joombas), seizetheday (Joombas), CiaNo (Joombas), Kim In Hyung | Shin Hyuk, Davey Nate, Devin Hoffman, Eric Scullin, Jass Reyes, DK, Chek Parren                                                       | 3:37     |  |
| 7.          | «Cherry Bomb» (Performance ver.) | Taeyong, Mark, Deepflow, Lim Jung Hyo, Oh Min Joo                                                         | | 3:56     |  |
| 24:38       |                                  | | |          |  |

## Posicionamiento en listas
| Lista (2017)                   | Mejor posición |
| ------------------------------ | -------------- |
| Álbumes surcoreanos (Gaon)     | 2              |
| Álbumes japoneses Oricon       | 18             |
| US Billboard Heatseekers Album | 21             |
| US Billboard World Albums      | 2              |

## Ventas
| Región               | Ventas   |
| -------------------- | -------- |
| Corea del Sur (Gaon) | 105 877+ |
| Japón (Oricon)       | 7181+    |

## Historial del lanzamiento
| Región        | Fecha               | Formato              | Distribuidor                    |
| ------------- | ------------------- | -------------------- | ------------------------------- |
| Corea del Sur | 14 de junio de 2017 | CD, descarga digital | S.M. Entertainment, Genie Music |
| Mundo         | 14 de junio de 2017 | Descarga digital     | S.M. Entertainment, Genie Music |